# Marina Bährle-Rapp

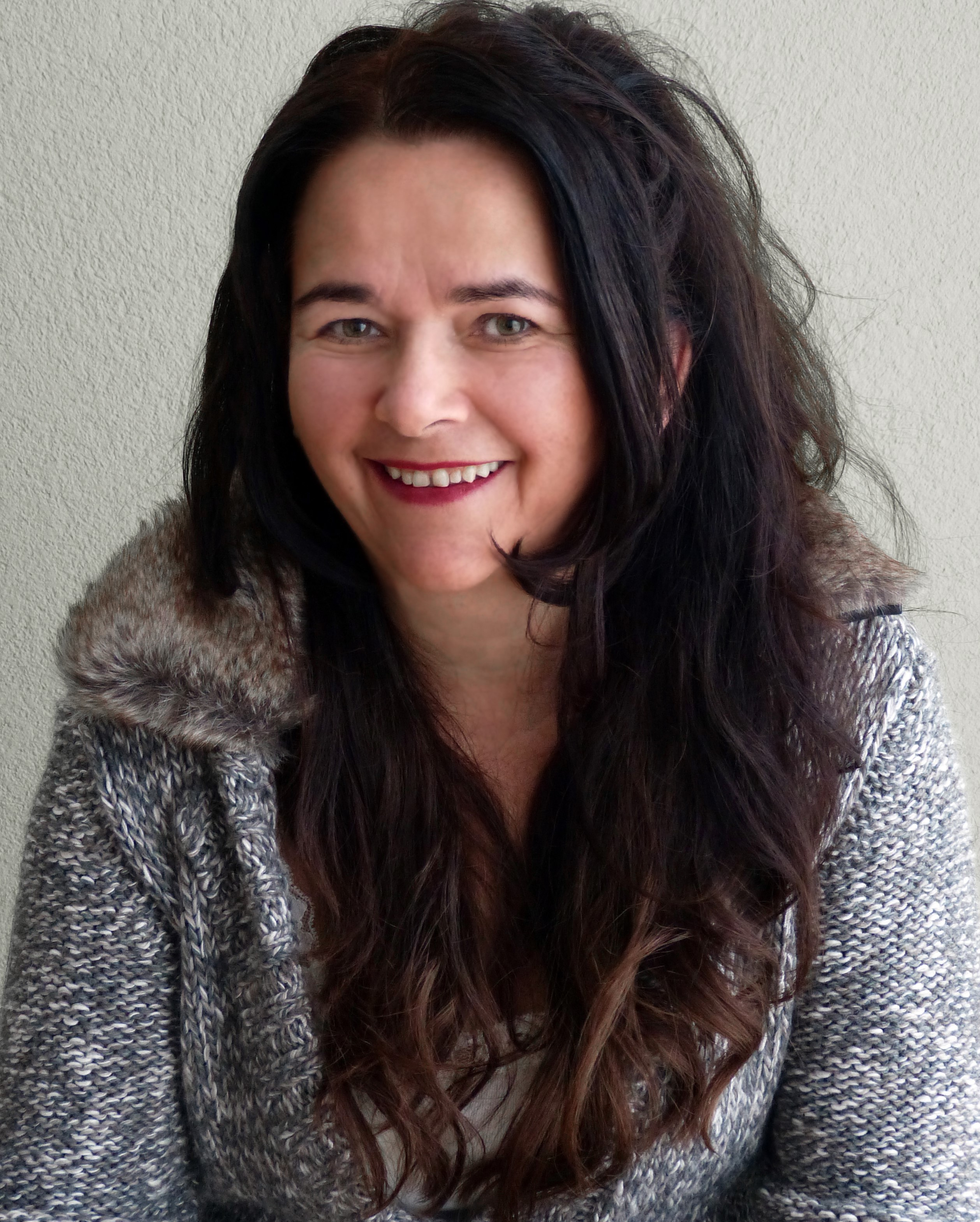
Marina Bährle-Rapp (2021)

Marina Bährle-Rapp (* in Lörrach) ist eine deutsche Schriftstellerin, Verlegerin, Übersetzerin und Dozentin.

## Leben
Marina Bährle-Rapp wuchs in Konstanz auf. Nach der Schule machte sie eine Ausbildung zur Betriebsdolmetscherin und war einige Jahre in diesem Beruf tätig. Dann wechselte sie die Sparte, machte eine Ausbildung zur Kosmetikerin und wurde Dozentin an einer Kosmetikschule in Waldshut. Während dieser Zeit entstand die Idee, ein Sachbuch zu schreiben, um der zukünftigen Generation Auszubildender mühsames Recherchieren zu ersparen. Da das Internet in den 1990ern noch in den Kinderschuhen steckte, waren Recherchearbeiten sehr aufwändig. So verbrachte Bährle-Rapp z. B. unzählige Stunden damit, handschriftlich in Bibliotheken Informationen für das Lexikon zu sammeln.
Im Jahr 2001 veröffentlichte der Springer Verlag die erste Auflage des Springer Lexikon Kosmetik und Körperpflege. 2006 wurde das Lexikon mit dem Christine-Schrammek-Preis ausgezeichnet. Weit über zwölf Jahre arbeitete Bährle-Rapp an dem Werk, das inzwischen Erläuterungen zu mehr als 12.000 Stichworten enthält. 2021 erschien die 5. Auflage.
Nach der Veröffentlichung der ersten Auflage des Lexikons suchte Bährle-Rapp eine neue Herausforderung und begann Krimis zu schreiben. Ihr Erstlingsroman, Vergissmeinnicht, landete in der Schublade. Ihr zweiter Krimi, Weibertreu, wurde im November 2016 im Eigenverlag veröffentlicht. Der Roman avancierte zum Amazon-Bestseller. Im Juli 2020 erschien ihr Kriminalroman Der Teufel lebt im Paradies, der in Konstanz spielt. Eine Fortsetzung ist in Arbeit.
Marina Bährle-Rapp lebt mit ihrem Mann und ihren zwei erwachsenen Kindern heute im Schwarzwald. Nach einer Ausbildung zur Schreibpädagogin gibt sie Kurse zum Thema „Kreatives Schreiben“. In ihrer Freizeit liest sie am liebsten Kriminalromane.

## Veröffentlichungen
- 2001: Springer Lexikon Kosmetik und Körperpflege. Springer Verlag, Heidelberg 2001, ISBN 978-3-662-09986-5, 641 Seiten.
- 2016: Weibertreu. Eigenverlag, ISBN 978-1-5210-3764-5, 276 Seiten.
- 2020: Der Teufel lebt im Paradies. Eigenverlag, ISBN 979-8-6404-6469-6, 349 Seiten.

## Auszeichnungen
- 2009: Christine-Schrammek-Preis für das Springer Lexikon Kosmetik und Körperpflege